# لیزا ایکدال
لیزا ایکدال (متولد ۲۹ ژوئیه ۱۹۷۱ در هاگرستن، استکهلم، سوئد) خواننده و ترانه‌سرا موسیقی عامه‌پسند سوئدی است. او تاکنون ۱۰ آلبوم منتشر کرده‌است، بیشتر آنها به سوئدی بوده اما برخی به‌طور کامل به انگلیسی است. صدای او «کودک مانند» و «نرم، لطیف و صاف» توصیف شده‌است.

## حرفه
در سال ۱۹۹۴، در سن ۲۲ سالگی، ایکدال با اولین آلبوم خود و تک آهنگ موفق شماره 1 " Vem vet " ("چه کسی می‌داند؟") یک شبه در سوئد مشهور شد. از این نسخه از آهنگ او تقریباً ۸۰۰۰۰۰ نسخه فروخته شد و به او سه جایزه موسیقی سوئدی تعلق گرفت که یکی از آنها بهترین هنرمند سال کشور بود. او همچنین در دانمارک و نروژ از موفقیت زیادی برخوردار شد.
او با EMI Records قرارداد امضا کرد، اما بعداً دو آلبوم پاپ با RCA / BMG ضبط کرد. در سال ۱۹۹۸، او آلبوم انگلیسی زبان "When Did You Leave Heaven" را ضبط کرد که حاوی استانداردهای جاز بود. ایکدال با موفقیت بسیار زیادی بر روی اسکاندیناوی و اروپا (بیشترین فرانسه) تمرکز کرده‌است و در کشورهای دیگر مانند ایالات متحده اثری چندانی برجای نگذاشته‌است. آلبوم بعدی او، «بازگشت به زمین» (۱۹۹۹)، دوباره پر از استانداردهای جاز بود و مانند اولین موسیقی جاز، با Trio Peter Nordahl ضبط شد. فقط در فرانسه بیش از ۴۰۰۰۰ نسخه از این آلبوم فروخته شد. وی برای حضورهای زنده خود در بریتانیا از طرف دیلی تلگراف و گاردین نظرات مثبتی دریافت کرد.
وی به ضبط صدا به صورت سوئدی و انگلیسی ادامه داده‌است، و اخیراً با یک تور موسیقی آکوستیک به اسکاندیناوی سفر کرده‌است. صدای او به‌طور متفاوتی با بلاسام دی‌یری، دایانا کرال و آسترود ژیلبرتو مقایسه می‌شود. آهنگ موفق وی "Vem Vet" نیز در موسیقی متن درام کره ای عشق باران است.
در سال ۲۰۱۶ او در نمایش موسیقی Så mycket bättre پخش شده در TV4 شرکت کرد.

## زندگی شخصی
او از پدر و مادرش که فیزیکدان هسته ای و مربی کودکستان بودند، در هاگرستن سوئد به دنیا آمد و خارج از ماریفریا، سوئد بزرگ شد. او دو خواهر دارد و در مدرسه Tälje Musikgymnasium تحصیل کرده‌است. موسیقی وی توسط شرکت او Lisa Ekdahl AB منتشر شده‌است.
او در حال حاضر در سودرمالم منطقه استکهلم زندگی می‌کند.